# رنه آرائو
رنه آرائو (فرانسوی: René Araou‎; ۱۸ اکتبر ۱۹۰۲ – ۸ ژانویهٔ ۱۹۵۵) بازیکن راگبی ۱۵ نفره اهل فرانسه بود.
وی در مسابقات کشوری و بین‌المللی در مجموع برندهٔ ۱ مدال نقره شده‌است.